# Nokia 808 PureView
El Nokia 808 PureView es un teléfono inteligente con el sistema operativo Symbian (Nokia Belle), se dio a conocer el 27 de febrero de 2012 en el Mobile World Congress 2012 como el 4º mejor teléfono inteligente del mundo, y ganando el premio de 'Best device 2012' en el mismo Mobile World Congress. Es el primer teléfono inteligente de Nokia en ofrecer tecnología PureView. Cuenta con una cámara con sensor de 41 megapíxeles Carl Zeiss.

## Pureview Pro
PureView Pro es una tecnología de imagen utilizado en Nokia 808 Pureview. Es la combinación de 1/1.2 "41Mpix grande, de muy alta resolución con un alto rendimiento de la óptica Carl Zeiss. El sensor de gran tamaño permite sobremuestreo de píxeles, lo que significa la combinación de muchos píxeles en un píxel perfecto. La tecnología PureView da alta calidad a las imágenes, sin pérdidas de zoom, y un mejor rendimiento con poca luz. Se prescinde de la escala habitual / modelo de la interpolación del zoom digital que se utiliza en casi todos los teléfonos inteligentes, así como un zoom óptico utilizado en la mayoría de cámaras digitales, donde una serie de elementos de la lente se mueve hacia atrás, adelante y hacia atrás para variar el aumento y el campo de vista. por el contrario, se dan alrededor de 3x de zoom sin pérdida para imágenes fijas y zoom de 4x en Full HD 1080p, para vídeo HD 720p, zoom 6x y sin pérdida de nHD (640x360) de vídeo, zoom de 12x.

### Especificaciones de PureView Pro
- 41Mpix sensor con píxeles de sobremuestreo
- Sin pérdida de zoom: 3x para imágenes fijas, 4x para video Full HD 1080p
- Óptica Carl Zeiss, con número F: f/2.4
- Longitud focal: 8.02mm: 35mm longitud focal equivalente: 26mm y 28mm @ 16:09 @ 04:03
- Rango de enfoque: 15cm - infinito (en toda la gama zoom)
- Construcción: 5 elementos, un grupo. Todas las superficies de las lentes son asféricas, un alto índice, la lente de baja dispersión molde de vidrio
- Obturador mecánico con filtro de densidad neutra
- Óptica de la imagen en formato del sensor: 1/1.2 "
- El número total de píxeles: 7728 x 5368, Tamaño del píxel: 1,4 micras
- Cámara interior de 2 mpx

### Procesamiento de la resolución del sensor de imagen
PureView Pro cuenta con un área activa de 7728 x 5368 píxeles, un total de más 41Mpix. Dependiendo de la relación de aspecto de usuario elegido, se utilizará 7728 x 4354 píxeles para imágenes 16:9 o vídeos, o 7152 x 5368 píxeles para imágenes en formato 4:3 y vídeos. Lo que sucede después depende de la configuración y si se usa zoom. Pero para dar una idea, el valor por defecto sigue siendo escenario de la imagen es 5Mpix en 16:9, y para el vídeo es de 1080p a 30 fps. Con estos ajustes, el zoom es de alrededor de 3x y 4x para imágenes fijas de vídeo. Zoom digital convencional tiende a ampliar las imágenes de una resolución relativamente baja, resultando en una calidad de imagen deficiente.
El sensor de la imagen es un procesador de nueva resolución del sensor de imagen, que es capaz de no sólo de entregar parte de sus píxeles, pero para hacerlo hacia abajo o sobremuestreo su resolución por la que tiene su propio chip de procesador de imagen, gran reducción de las necesidades externas de procesamiento y velocidades de datos así como de ruido de la imagen cuando las resoluciones más bajas (también en vídeo HD) son necesarios. Adicionalmente la resolución de imagen muy alta. Hasta 38 imágenes por megapíxeles se pueden tomar en la resolución completa en la relación de aspecto 4:3 y 34 megapíxeles en el formato 16:9. El PureView es una tecnología de sobremuestreo el píxel utilizado por Nokia que convierte una imagen tomada en la resolución completa en megapíxeles 3, 5 u 8 para eliminar el ruido en la imagen. En las propias palabras de Nokia: "El Nokia PureView Pro en la tecnología de imagen es la combinación de 41Mpix grande, súper alta resolución con alta óptica de alto rendimiento Carl Zeiss, El sensor de gran tamaño permite sobremuestreo de píxeles, la cual será explicada con detalle en este documento, pero en pocas palabras. esto significa que la combinación de muchos píxeles en un píxel perfecto. PureView es el resultado de muchos años de investigación y desarrollo y los frutos tangibles de este trabajo son la calidad de imagen increíble, zoom sin pérdida, y un rendimiento superior con poca luz."

### Zoom
El Zoom con el PureView sólo funciona en parte relacionado con el principio de zoom digital. Con ningún zoom, el área completa del sensor correspondiente a la relación de aspecto se utiliza. Aunque es (solamente) posible en este caso para utilizar la resolución completa, sobremuestreo píxel puede ser usado para combinar muchos píxeles para calcular un solo píxel y la reducción de la resolución de la imagen. Esto filtra el ruido visual de distancia de la imagen y el ruido en gran medida la mejora en las condiciones de iluminación baja.
El límite del zoom se alcanza cuando la resolución de salida seleccionada se convierte en la misma que la resolución de entrada. Esto significa que una vez que el área del sensor alcanza 3072 x 1728, el límite del zoom se alcanza. Así que el zoom se da siempre la resolución de la imagen real que el usuario desea. El nivel de sobremuestreo píxel es más alta cuando el zoom no se utiliza. Se disminuye gradualmente hasta el máximo de zoom es golpeado, donde no hay sobremuestreo. Pero debido a que sólo el centro de la óptica se utilizan, donde el mejor rendimiento óptico se consigue - incluyendo una baja distorsión, sin viñeteado y altos niveles de detalle resuelto.

### Vídeo
La mayoría de los fabricantes de teléfonos inteligentes recortan una sección del sensor para facilitar la carga de procesamiento. Por el contrario, PureView no tiene campo de visión limitado. Además, proporciona una capacidad de zoom sin pérdida, que es dependiente de la resolución de salida. Full HD 1080p ofrece zoom de 4x. Para HD 720p de vídeo, zoom 6x sin pérdidas. Y para nHD (640x360) de vídeo, zoom de 12x. Además, la codificación es de hasta 25 Mbps en el perfil de alto formato H.264. Para hacer posible todo esto, PureView Pro ha sido desarrollado con un procesador de compañero especial que se encarga de la ampliación de píxeles antes de enviar el número necesario para el procesador de imagen principal.

## Recepción
Vlad Savov de The Verge escribió: "El Nokia 808 PureView eleva el listón de los teléfonos con cámara de fotos."
Ha ganado los premios de "Innovación mejor imagen" de la Technical Image Press Association (TIPA), y de la "Asociación Europea de Imagen y Sonido" (EISA), que honró al PureView 808 al declararlo el mejor producto European Mobile Photo Achievement 2012 - 2013. Este último, se trata de un prestigioso y notable premio porque EISA representa a más de 50 especialistas en revistas de electrónica de consumo en 20 países europeos. En su comunicado, EISA dijo que la tecnología del PureView: "Un gran paso adelante en dispositivos celulares que ofrece características de alta calidad de fotos para todo el público"
El 808 obtuvo el premio al "Mejor Teléfono Móvil o Tablet en el Mobile World Congress 2012"